# Bundesstraße 9
Die Bundesstraße 9 (Abkürzung: B 9) führt im Westen Deutschlands von Kranenburg im Kreis Kleve an der niederländischen Grenze bis nach Lauterbourg an der pfälzisch-französischen Grenze. Die Straße folgt auf weiten Strecken den kaiserlichen Hauptstraßen des Mittelalters über Köln, Bonn, Koblenz, Mainz, Worms und Speyer nach Straßburg, die ihrerseits weitgehend einen römischen Ursprung (Rheintalstraße) haben.

## Verlauf

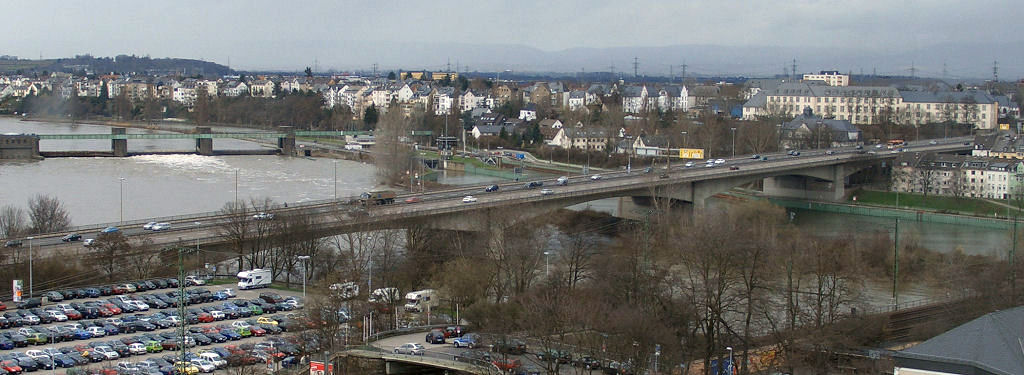
Europabrücke in Koblenz

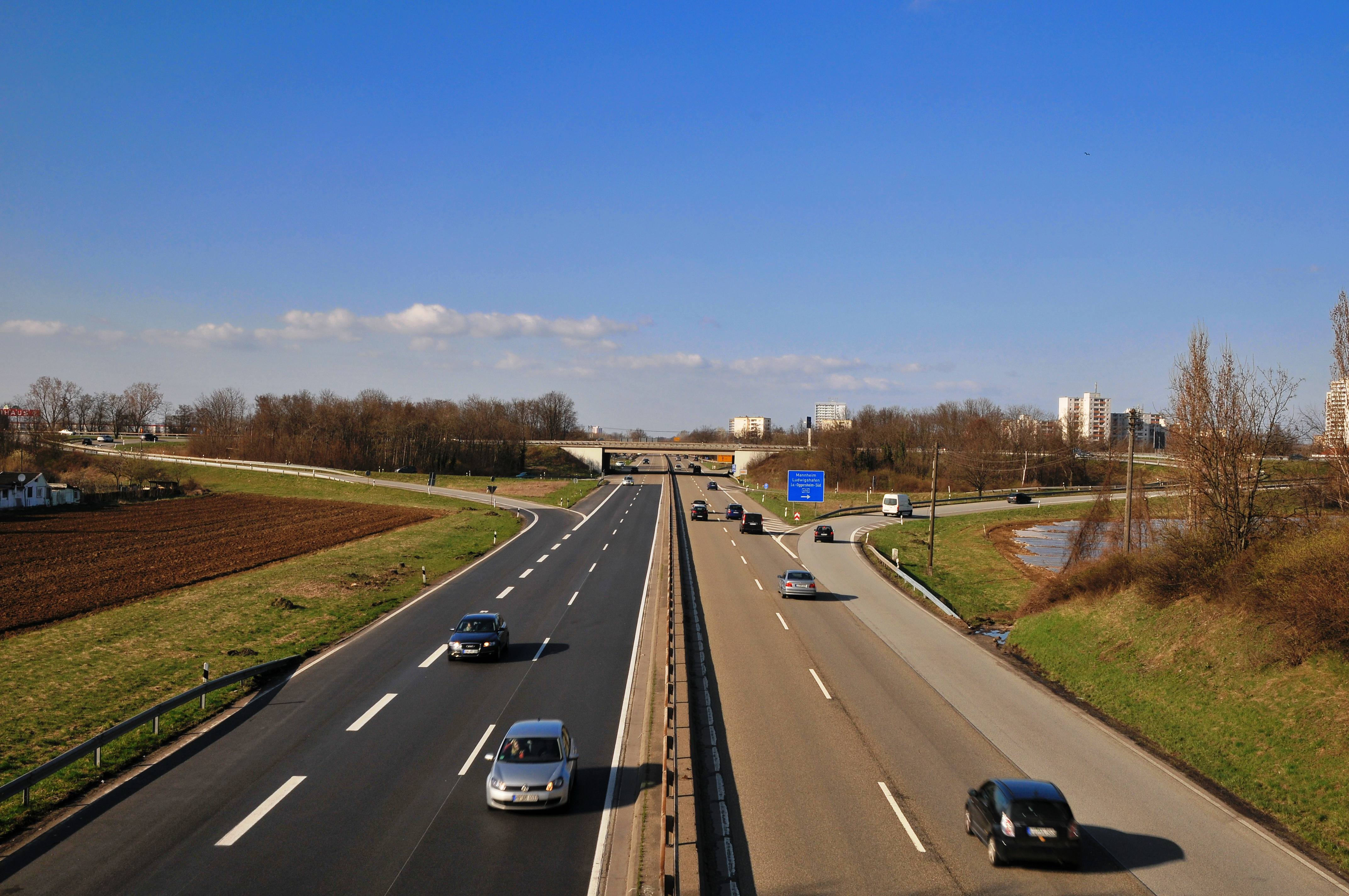
Oggersheimer Kreuz

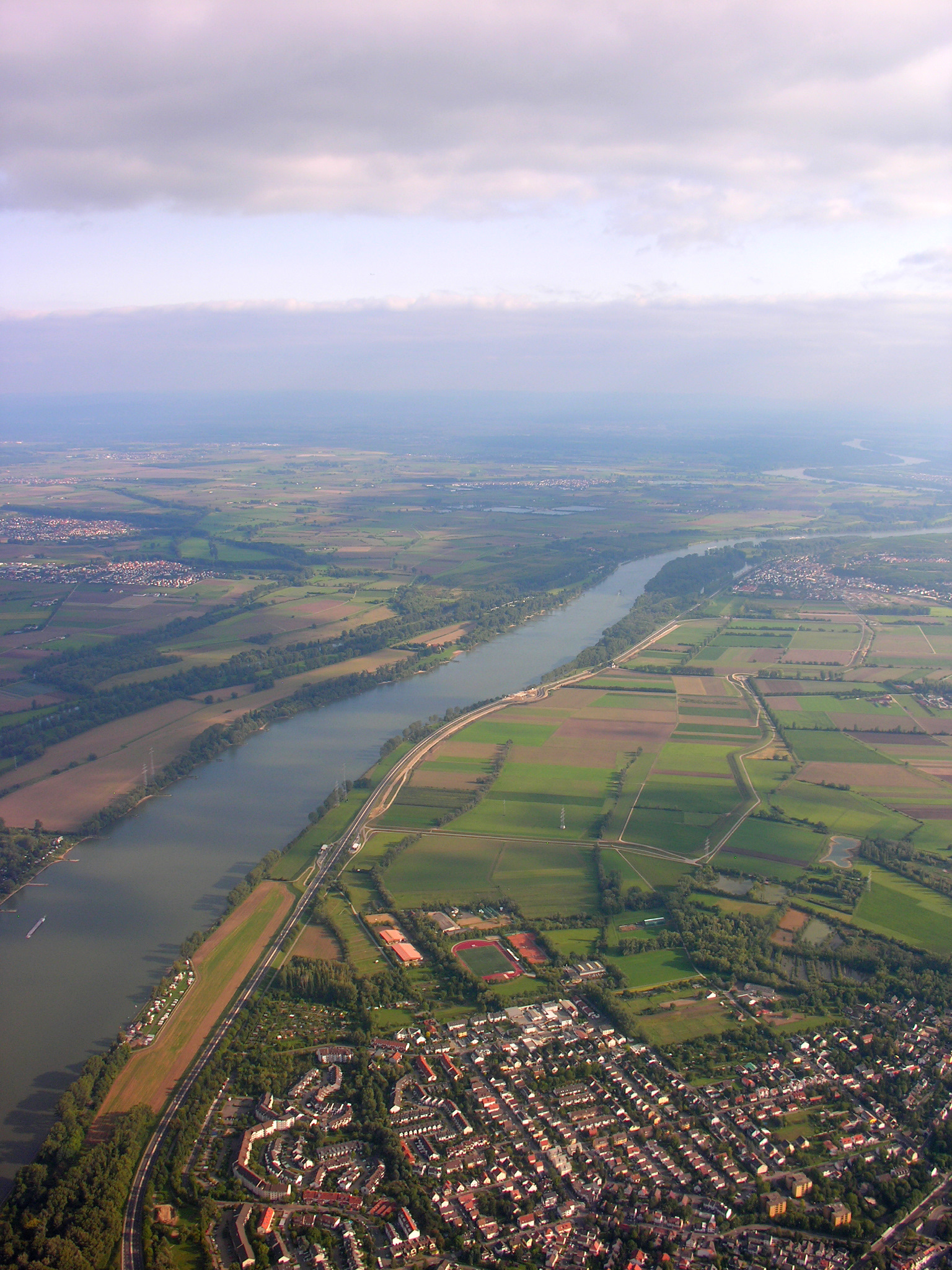
Luftaufnahme der B 9 entlang des Rheins bei Laubenheim

Die B 9 verläuft direkt vom niederländischen Grenzübergang bei Nimwegen 57 Kilometer lang immer nahe der Grenze durch die Städte Kleve, Goch, Kevelaer nach Geldern. Dort entfernt sie sich weiter von der niederländischen Grenze und führt an Kerken und Hüls vorbei in den Süden von Krefeld. Am südlichen Stadtrand Krefelds besteht Anschluss an die A 44 (Anschlussstelle Fichtenhain). Der weitere Abschnitt zwischen Meerbusch-Osterath und Düsseldorf-Heerdt (Anschlussstelle Büderich) (zehn Kilometer) wurde im Januar 2008 aufgrund der parallel verlaufenden A 57 zu mehreren Landesstraßen abgestuft.
Ab der Anschlussstelle Neuss-Norf der A 57 wird die B 9 fortgesetzt und verläuft ab hier immer linksrheinisch durch Deutschland, zunächst nach Köln (144 km). Von dort bis Bonn (172 km) ist sie durch die Bundesautobahn 555 ersetzt worden. Die alte B 9 trägt die Bezeichnung L 300. In Bonn beginnt die B 9 wieder am Bertha-von-Suttner-Platz und führt in südliche Richtung und unterquert Bonn-Bad Godesberg mit dem Bad Godesberger Tunnel.
Die Abschnitte von Remagen bis Bad Breisig und von Brohl bis Koblenz sind autobahnähnlich ausgebaut. In Koblenz überquert sie über die Europabrücke die Mosel und stellt die verkehrsreichste und wichtigste Nord-Süd-Achse der Stadt dar. Ab Koblenz führt sie mit Aussicht auf die rechtsrheinischen Burgen, Schlösser und Weinberge durch das UNESCO-Welterbe Oberes Mittelrheintal über Boppard, Sankt Goar und Oberwesel nach Bingen am Rhein (297 km). Von Bingen bis Mainz ist sie auf etwa 35 km durch die Bundesautobahn 60 ersetzt worden. Ab Mainz geht es weiter auf der linksrheinischen Seite zur alten Kaiserstadt Worms (364 km) und über Ludwigshafen am Rhein zur nächsten alten Kaiserstadt Speyer (395 km). Die Strecke führt weiter über Germersheim, vorbei an der Anschlussstelle B 35, Wörth am Rhein und Kandel zur Staatsgrenze bei Lauterbourg. Bei Schwegenheim zweigt die B 272 nach Landau in der Pfalz ab. Bei Lauterbourg schließt sich die französische Autobahn A 35 durch das Elsass nach Straßburg an.
Ab Worms ist die Straße durchgehend bis Wörth am Rhein vierstreifig ausgebaut. Zwischen Wörth und Kandel ist die Bundesstraße 9 durch die Bundesautobahn 65 ersetzt.
Die in den 1960er Jahren erbaute Krahnenbergbrücke bei Andernach wurde bis 2014 umfassend saniert.
Die gesamte Streckenlänge der Bundesstraße 9 liegt bei etwa 450 Kilometern.

## Geschichte

### Frühere Strecken und Bezeichnungen
Die Basel-Nimwegener Straße wurde am 16. Dezember 1811 zur Route impériale Nr. 86 erklärt. Nach 1815 wurde das Rheinland auf verschiedene deutsche Staaten aufgeteilt, während das Elsass weiterhin französisch blieb. In der preußischen Rheinprovinz bestanden folgende Staatsstraßen:
- die Cöln-Nymwegener Staatsstraße und
- die Cöln-Mainzer Staatsstraße

Die bayerischen Staatsstraßen in der seit 1815 bayerischen Pfalz wurden ihrem Anfangsort entsprechend nummeriert:
- Staatsstraße Nr. 129: Speyer – Germersheim – Kandel – Lauterburg
- Staatsstraße Nr. 131: Speyer – Worms

1932 wurde die Fernverkehrsstraße 9 (FVS 9) eingeführt und ab 1934 als Reichsstraße 9 (R 9) bezeichnet.
Bevor sie an die A 35 in Frankreich angeschlossen wurde, ging die B 9 in Lauterbourg auf die N 68 über, die während der Besetzung Frankreichs im Zweiten Weltkrieg Teil der Reichsstraße 9 war.
Die alte Trasse der B 9 zwischen Bingen-Bingerbrück und Mainz ist bis auf die Ortsdurchfahrt von Bingen-Gaulsheim (Mainzer Straße) heute eine Landesstraße (L 419). Den Abschnitt von Mainz bis südlich von Nackenheim bildet die L 431. Nördlich von Oppenheim ist sie zunächst eine Stadtstraße (Mainzer Straße); in der Ortsmitte ein kurzes Stück als Kreisstraße 44; südlich verläuft sie dann als K 40 bis Guntersblum, wo sie anschließend eine Landesstraße bis Worms ist (L 39). Von Worms bis Frankenthal trägt die alte B 9 die Nummer L 523. Im Kreis Worms trug die Straße den zusätzlichen Namen „Liebfrauenmilchstraße“, um damit Werbung für den Wein Liebfrauenmilch zu machen.
Etwas südlich der Anschlussstelle Frankenthal der A 6 wird sie dann zur K 4; außer im Stadtzentrum, die teilweise Fußgängerzone ist. Ab Ortsmitte Studernheim trägt sie keine Nummer und ist am Südrand durch eine Bahnstrecke bedingt nur für Fußgänger und Fahrradfahrer passierbar. Auf der Südseite der Bahnstrecke verläuft sie dann als K 11 bis Ludwigshafen-Oggersheim Ortsmitte. Ab dem Südrand von Oggersheim folgen die K 6 und K 11 bis Mutterstadt. Von dort an ist sie wieder Landesstraße (L 524 und L 533), bis sie südöstlich von Limburgerhof an der Anschlussstelle Schifferstadt Nord wieder auf die heutige B 9 stößt.

### Schäden durch die Unwetter-Katastrophe im Juli 2021
Während der Unwetter-Katastrophe am 14. Juli 2021 wurde die zweiteilige Brücke über die Ahr im Bereich Sinzig einseitig so stark zerstört, dass sie abgerissen werden musste. Im Folgenden wurde die beschädigte Brückenhälfte der Fahrtrichtung Koblenz abgerissen und die Brückenhälfte der Fahrtrichtung Bonn am 3. September 2021 einspurig für den Verkehr freigegeben. Der Ersatzneubau der Brücke wurde im September 2022 abgeschlossen.

## Streckenverlauf

### Köln bis Bonn
Von Norden (aus Neuss) kommend erreicht die B 9 unmittelbar am Rhein den nördlichsten Vorort Kölns: Worringen; er grenzt unmittelbar an Dormagen. Als Neusser Landstraße führt die Straße wenige Kilometer weiter südlich durch den sehr dörflich wirkenden Vorort Fühlingen und passiert anschließend östlich die Stadtteile Chorweiler und Seeberg. Weiter Richtung Süden wird kurz danach die A 1 unterquert, die man als äußerste der sieben Ringstraßen betrachten kann, die Köln linksrheinisch umgeben. Nach der Kreuzung mit dem Militärring (der zweiten Ringstraße) führt die B 9 etwa 14 Kilometer durch bebautes Kölner Stadtgebiet durch die Stadtteile Weidenpesch, Mauenheim, Nippes und das Agnesviertel zum Ebertplatz als  Neusser Straße; weiter führt die B 9 über die Ringe um die Kölner Innenstadt herum, bis sie in der Südstadt wieder an den Rhein stößt. Knapp drei Kilometer weiter südlich trifft die B 9 wieder auf den Militärring, dem sie nun für eineinhalb Kilometer bis zu ihrem ersten Endpunkt am Kölner Verteilerkreis folgt. Dort trifft sie auf die A 555, über die die Fortsetzung der B 9 in Bonn erreicht wird.
Die bis 1997 gültige Streckenführung zweigt 500 m vor dem Verteilerkreis ab und verläuft als Landesstraße 300 durch die Stadtteile Rodenkirchen und Sürth, bis die Straße am Godorfer Hafen erneut auf den Rhein stößt. Über Wesseling, Widdig und Hersel gelangt man nach rund 14 Kilometern an die nördliche Stadtgrenze von Bonn. Innerhalb des Bonner Stadtgebietes verläuft die vormalige Bundes- und heutige Landesstraße auf der Kölnstraße.

### Bonn/Bonn-Bad Godesberg

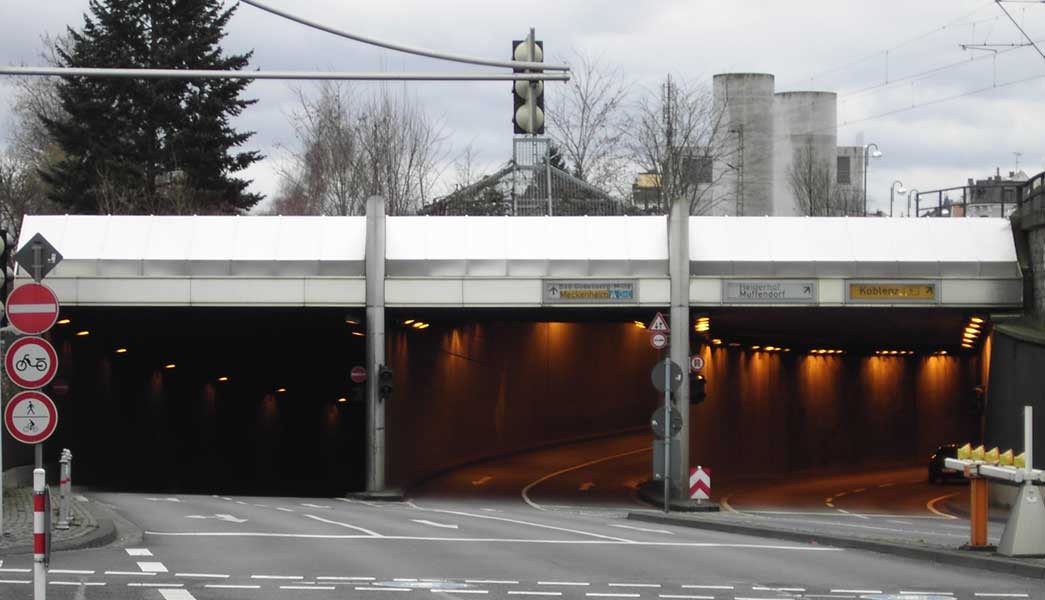
Nordportal des Bad Godesberger Tunnels

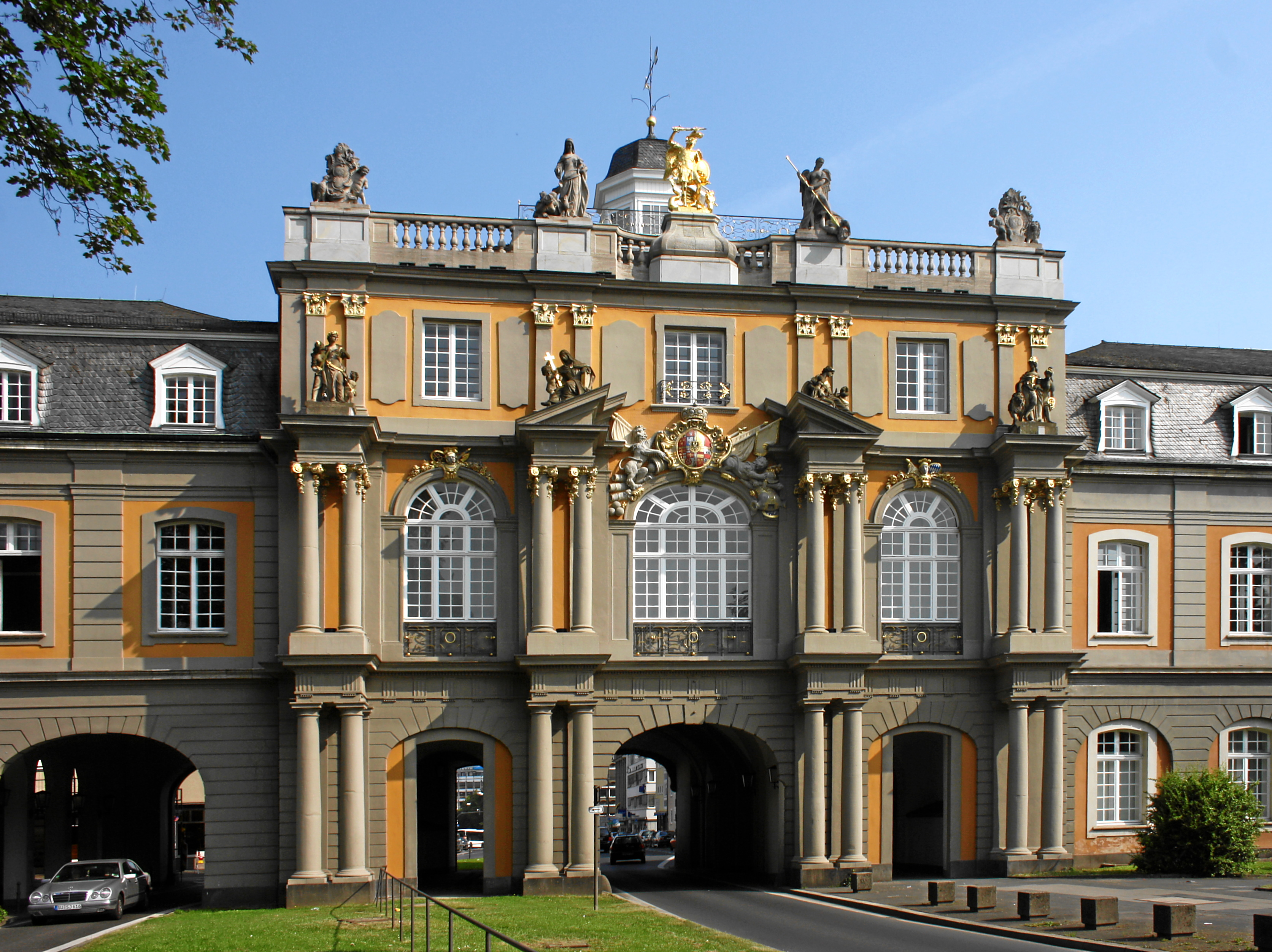
Das Koblenzer Tor in Bonn, durch das die B 9 führt.

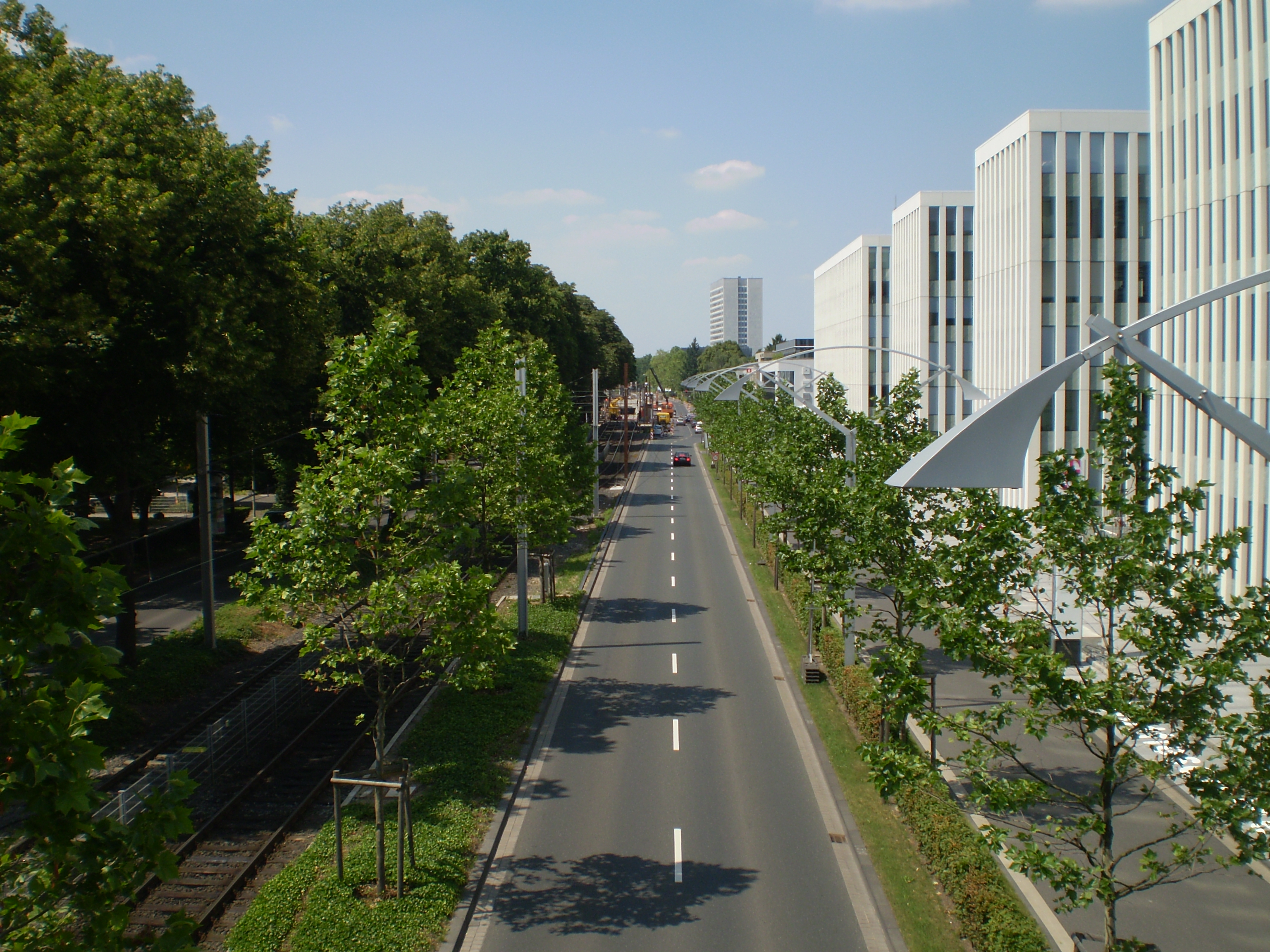
Friedrich-Ebert-Allee in Bonn

In Bonn beginnt die B 9 nach ihrer Unterbrechung durch die L 300 am Bertha-von-Suttner-Platz. Bis zum Koblenzer Tor, welches zum Universitäts-Hauptgebäude gehört, trägt sie den Namen Belderberg. Der Straßenabschnitt Belderberg war in kurfürstlicher Zeit eine Allee aus Pappeln, die mundartlich auch „Beller“ oder „Belder“ genannt werden. Durch die zwei Pforten des Koblenzer Tores hindurch führt die B 9 über die Adenauerallee in Richtung Bundeskanzlerplatz.
Der Abschnitt der B 9 vom Bundeskanzlerplatz bis zur Bad Godesberger Kreuzung mit der Elsässer Straße / Wurzerstraße, an welcher auch die Einfahrt in den Godesberger Straßentunnel liegt, wurde zur Zeit Bonns als Bundeshauptstadt auch, ebenso wie die A 555, als „Diplomatenrennbahn“ bezeichnet. Auf dieser Strecke trägt die B 9 in folgender Reihenfolge die Straßennamen: Willy-Brandt-Allee, Helmut-Kohl-Allee, über den Helmut-Schmidt-Platz (Trajektknoten) zur Friedrich-Ebert-Allee (hier befindet sich der Anschluss an die Konrad-Adenauer-Brücke, der südlichsten der Bonner Rheinbrücken, mit der A 562) und Godesberger Allee.
Hintergrund des volkstümlichen Begriffs „Diplomatenrennbahn“ war die besonders hohe Dichte von diplomatischen Vertretungen anderer Staaten in den Stadtvierteln, die der B 9 anliegen, sowie das zulässige Tempolimit von 70 km/h auf einigen innerstädtischen Streckenabschnitten der B 9.
Im Bereich des Bundesviertels (früher Regierungsviertel) in Bonn hat die B 9 seit 1989 auch den stadtplanerischen Beinamen Bundesallee (früher Regierungsallee). Der Hintergrund dieses Beinamens ist, dass die B 9 in diesem Bereich seit den 1990er Jahren umfangreich ausgebaut wurde: Unter anderem wurden Kreuzungen umgebaut, die Beleuchtung erneuert, der Stadtbahntunnel verlängert, neue Reihen Alleebäume und Hecken gepflanzt sowie die Radwege und Gehwege großzügig neu angelegt. Entlang dieser Bundesallee befindet sich die „Museumsmeile“ mit den Museen Bundeskunsthalle, Kunstmuseum, Haus der Geschichte und Museum Koenig.
Von 2003 bis 2011 wurde der Stadtbahntunnel im Bereich der Museumsmeile erneut verlängert und die Haltestellen entlang der B 9 erneuert. Zuerst wurde die Haltestelle Olof-Palme-Allee fertiggestellt, die jetzt das Autobahnende der A 562 dominiert.
Unter der Bad Godesberger Innenstadt verläuft die B 9 seit 1999 auf der Hauptstrecke des Godesberger Straßentunnels, dessen südliches Ende auf den äußeren Abschnitt der Koblenzer Straße trifft. Im Übergang von der Koblenzer auf die Mainzer Straße überquert die B 9 die DB-Bahnstrecke Köln-Bonn-Koblenz-Mainz. Der Stadtteil Mehlem erhielt mit der Remagener Straße eine geradlinige Umgehung, wodurch die B 9 nicht mehr durch den Ortskern führt. Mit dem Passieren der südlichen Bonner Stadtgrenze überquert die B 9 die Landesgrenze zu Rheinland-Pfalz.

### Koblenz bis Bingen

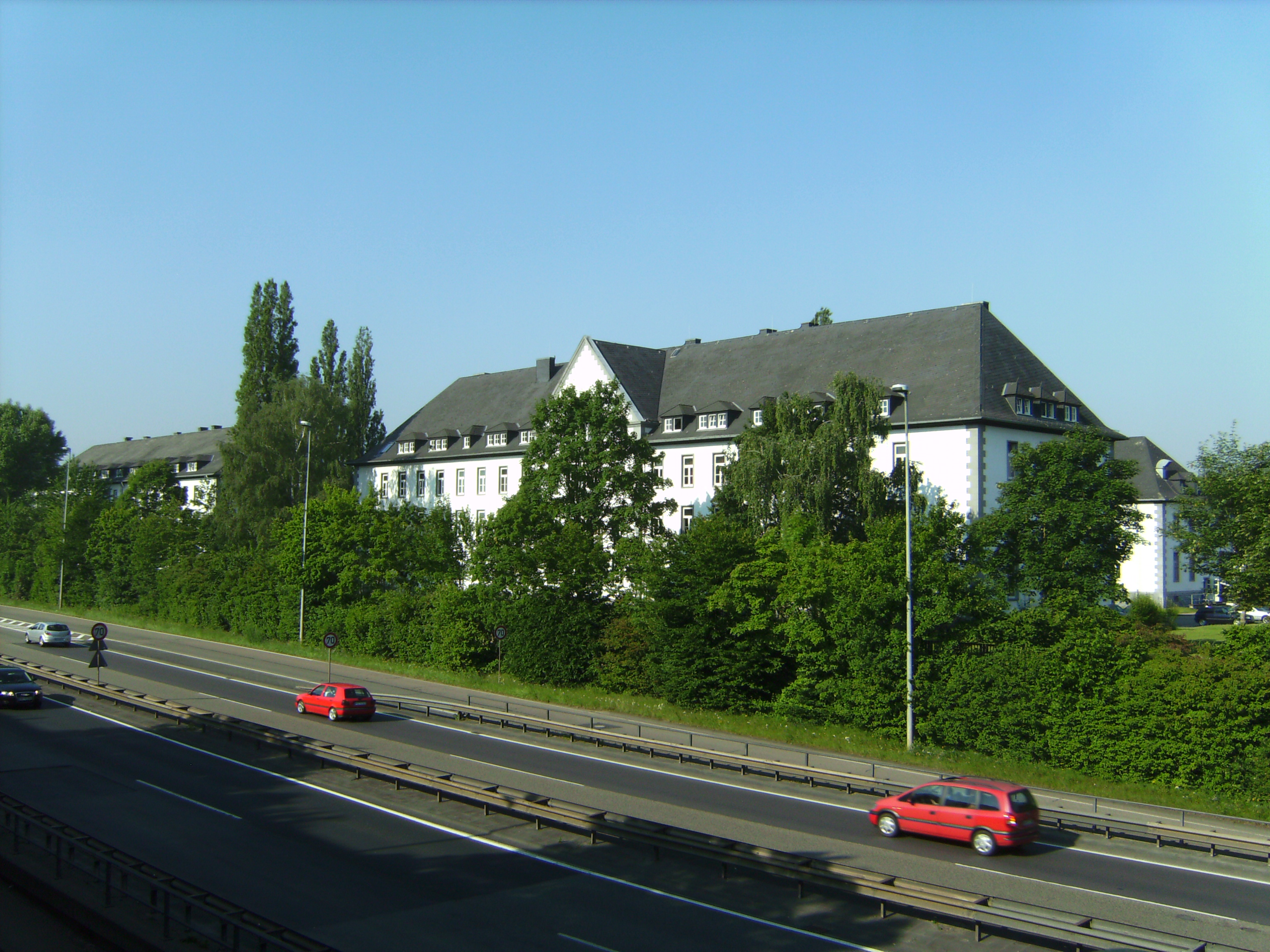
Falckenstein-Kaserne an der B 9

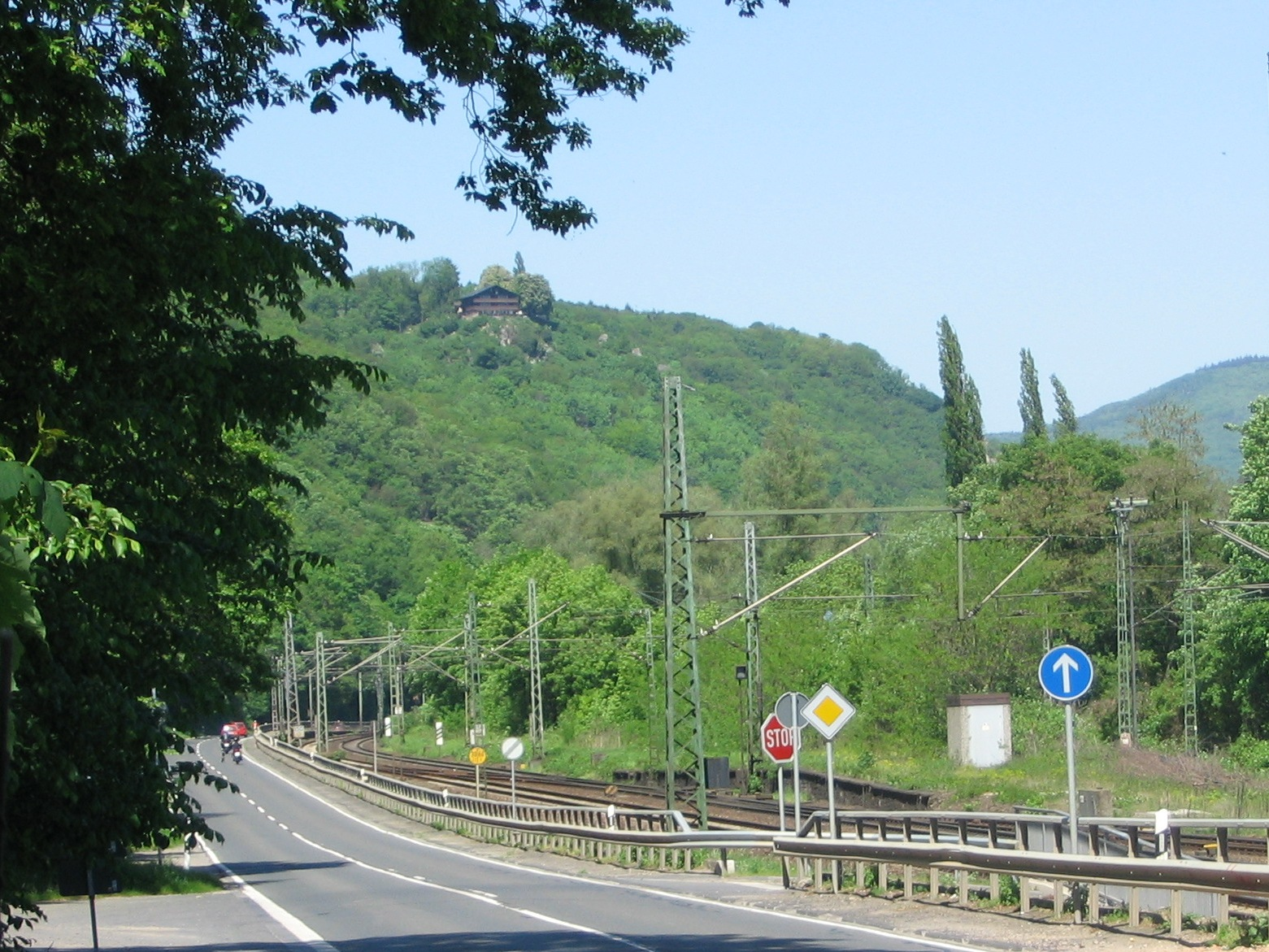
Bundesstraße 9 zwischen Bingen und Burg Rheinstein mit Blick auf das Schweizerhaus

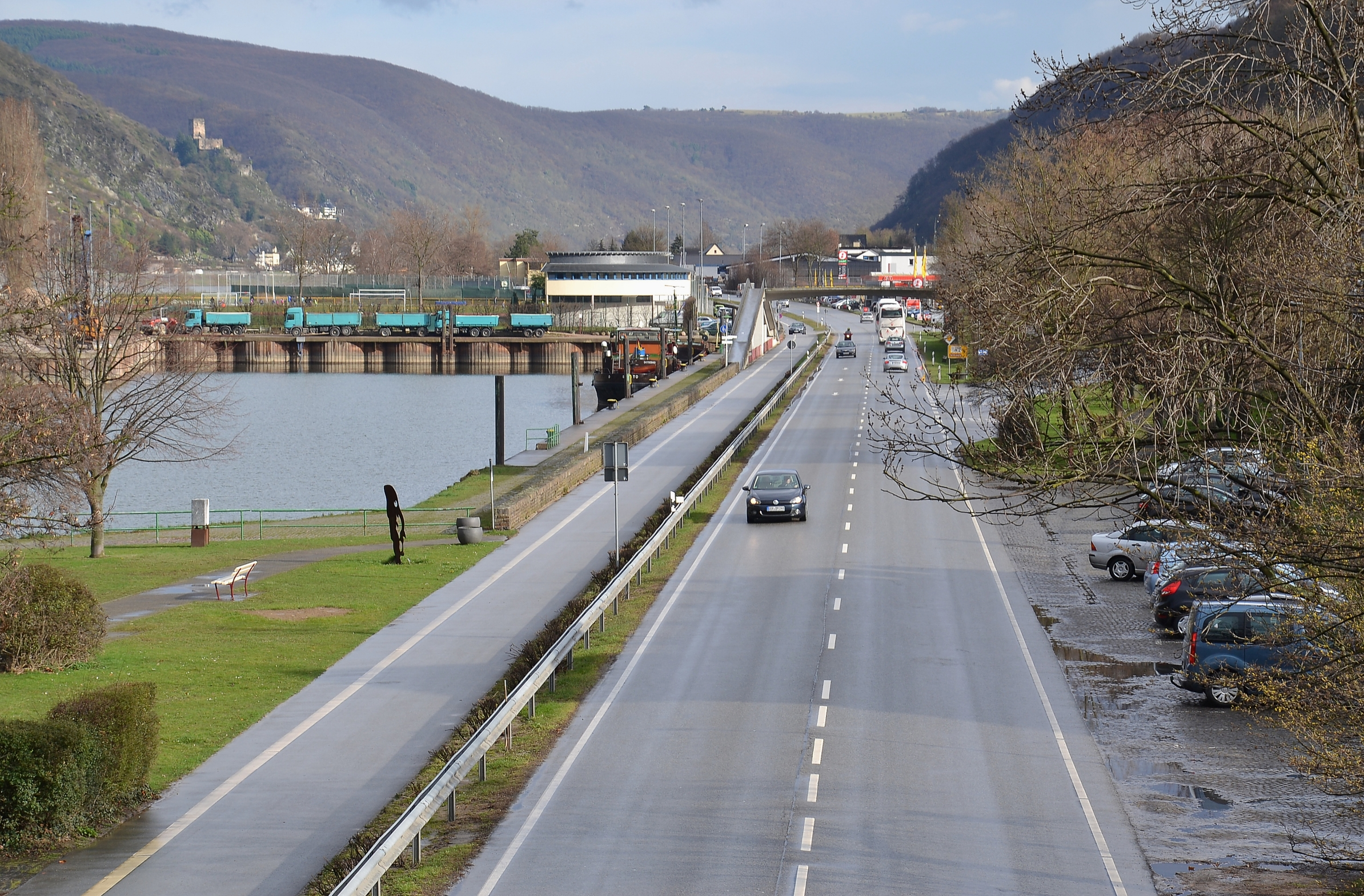
Bundesstraße 9 in Oberwesel

In Koblenz überquert die B 9 die Mosel über die Europabrücke und trifft dann auf den ehemaligen Saarplatz; einen Kreisverkehr, der von der B 9 überbrückt und von der B 49 untertunnelt wird. Sie bildet in Koblenz die wichtigste Nord-Süd-Verbindung durch die Stadt und gilt hier als eine der am stärksten befahrenen Straßen Deutschlands. Von der Europabrücke bis zum Anschluss an die Südbrücke wurde die B 9 in den 1980er und 1990er Jahren vierstreifig ausgebaut. Von Koblenz bis Bingen am Rhein erstreckt sich das UNESCO-Welterbe Oberes Mittelrheintal. Die B 9 erschließt im Wechsel mit der Bahnstrecke Koblenz–Mainz – in großen Abschnitten direkt am Rheinufer – die Ortschaften Koblenz-Stolzenfels, Rhens, Boppard, Sankt Goar, Oberwesel und Bingen am Rhein.
An diesem Teilstück der Bundesstraße 9 wurden in der zweiten Hälfte des 20. Jahrhunderts einige Ortsumfahrungen für die dortigen Orte gebaut. Zwischen 1956 und 1958 entstand eine Umgehungsstraße für die beiden Städte Oberwesel und Bacharach. Zehn Jahre später am 9. Dezember 1968 wurde für die damals eigenständigen Gemeinden Bad Salzig und Hirzenach die Ortsumfahrung, mit deren Bau im Jahr 1962 begonnen wurde, fertiggestellt. Seitdem verläuft bei diesen vier Orten die B 9 unmittelbar am Rhein. Anfang der 90er Jahre wurde auch in der Bopparder Kernstadt die B 9 verlegt. Dazu musste die Südwestecke des römischen Kastells und das unter Denkmalschutz stehende Bahnhofsgebäude abgebrochen werden. Dies brachte der Stadt jedoch eine Teilortsumgehung. Von Koblenz kommend führt die Straße immer noch direkt in die Stadt hinein, jedoch bevor der Hauptbahnhof und die Innenstadt erreicht werden, wird die Straße auf das neue Teilstück geführt, das als Umgehungsstraße zwischen der mittelalterlichen Bopparder Stadtmauer und dem Gleiskörper der Bahn durch die Stadt führt.

### Ab Mainz bis Worms
An der Anschlussstelle Bingen-Mitte wird die B 9 durch die Bundesautobahn 60 ersetzt, diese führt über Ingelheim am Rhein bis zum Autobahndreieck Mainz und das Autobahnkreuz Mainz-Süd. An Letzterem besteht Anschluss zur A 63 in Richtung Kaiserslautern.

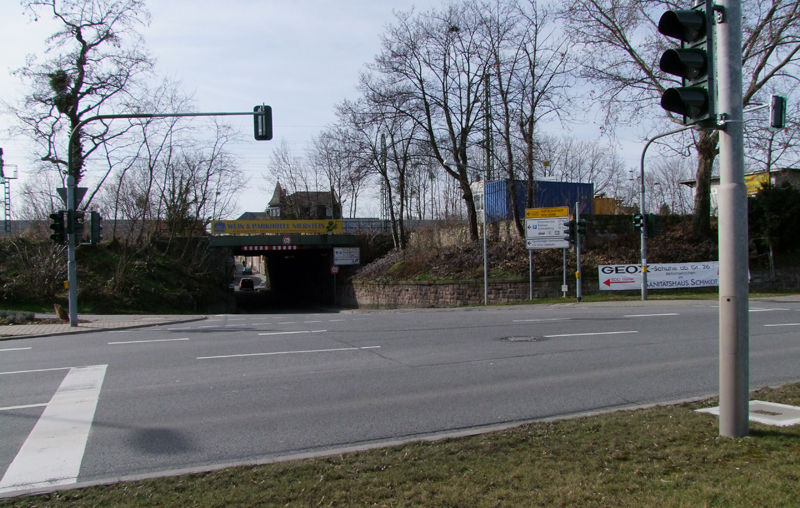
Einmündung der B 420 in die B 9 in Nierstein

An der Anschlussstelle Mainz-Laubenheim führt die B 9 parallel zur Bahnstrecke Mainz–Mannheim durch die zum Landkreis Mainz-Bingen gehörenden Gemeinden Nackenheim, Nierstein und Oppenheim. Mainz-Laubenheim und das südlich davon liegende Bodenheim werden am Rhein entlang umfahren. In Nierstein wurde zwischen April 2020 und August 2024 die Bahnüberführung an der Einmündung der Bundesstraße 420 neu gebaut. Während seit den 1990er-Jahren Ortsumgehungen für die Gemeinden Guntersblum, Dienheim und Oppenheim gebaut wurden, führt die Bundesstraße nach wie vor durch Nierstein. Um die Kleinstadt vom Durchgangsverkehr zu entlasten, plant das Land seit 2013 eine Ortsumgehung der B 9 und der ebenfalls Nierstein durchfahrenden B 420. Bei dem Neubau der Straßenkreuzung B9/B420 wurde eine Bauvorleistung für diese Ortsumgehung bereits eingeplant.
In Worms erschließt die Bundesstraße den nördlich gelegenen Stadtteil Rheindürkheim, durchquert das Industriegebiet Worms-Nord und umfährt am Rhein das Stadtzentrum. Auf Höhe der Nibelungenbrücke kreuzt sie die Bundesstraße 47.

### Worms bis Speyer

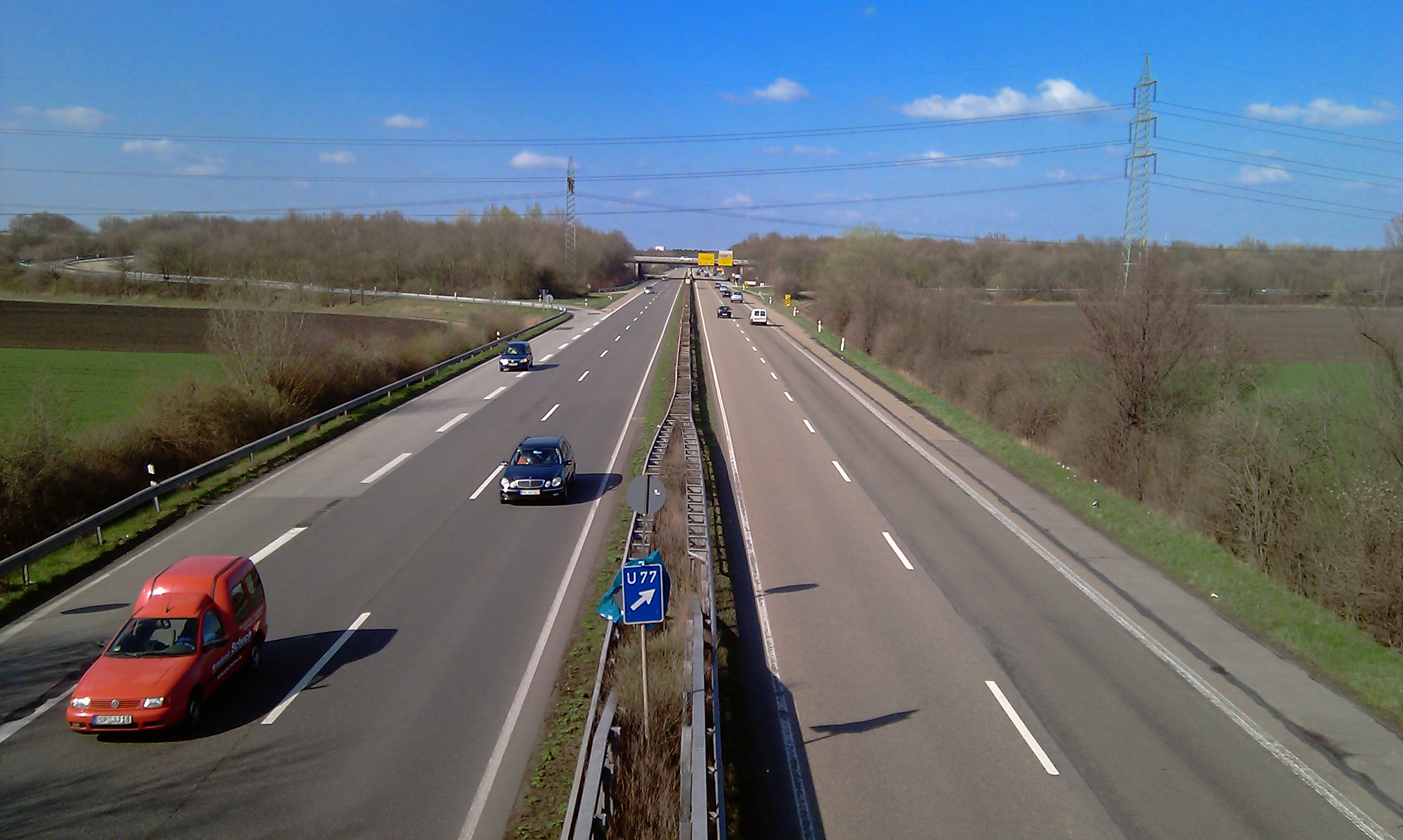
Das Rheingönheimer Kreuz südlich von Ludwigshafen

Im Süden von Worms führt die B 9 vorbei am Flugplatz und verlässt das Stadtgebiet schließlich in Richtung Frankenthal und Ludwigshafen am Rhein. Nördlich des Ludwigshafener Stadtteils Pfingstweide kreuzt sie die Bundesautobahn 6 und führt von dort in westlicher Richtung nach Frankenthal. Die Bundesstraße zweigt vor dem Stadtzentrum in südlicher Richtung ab, dieses ist jedoch von der Abzweigung aus über den Europaring erreichbar.
Am Oggersheimer Kreuz passiert die B 9 schließlich die A 650, über die Anschluss ins Ludwigshafener Stadtzentrum und nach Mannheim besteht. Über Mutterstadt, das Rheingönheimer Kreuz und Schifferstadt führt die Strecke schließlich nach Speyer. Die beiden zum Rhein-Pfalz-Kreis gehörenden Städte Mutterstadt und Schifferstadt werden jedoch umfahren.

### Verlauf ab Speyer
Am Autobahnkreuz Speyer erreicht die Bundesstraße schließlich den Stadtteil Speyer-Nord, um den die Strecke westlich herumführt. Auf Höhe des Stadtteils Speyer-West verläuft sie über eine kurze Strecke parallel zur Bundesstraße 39, die dann in östlicher Richtung über den Rhein führt.
Die Strecke der B 9 selbst verlässt Speyer in südwestlicher Richtung und verläuft über Schwegenheim und Lingenfeld schließlich bis in die südpfälzische Kreisstadt Germersheim. Dort umgeht die Strecke das Stadtzentrum, über eine Ausfahrt ist die Südpfalz-Kaserne direkt erreichbar. Südlich von Germersheim sind die Gemeinden Bellheim, Rülzheim, Rheinzabern und Jockgrim an die B 9 angeschlossen.
Die letzte größere Stadt, die die Bundesstraße in ihrem Verlauf passiert, ist Wörth am Rhein. Einen halben Kilometer südlich des Wörther Bahnhofs, am Wörther Kreuz, wird sie auf der Strecke bis Kandel durch die A 65 ersetzt. Südlich von Kandel durchquert die B 9 den Bienwald und passiert bei Lauterbourg schließlich die französische Grenze.

## Ausbauzustand
Der Ausbauzustand der B 9 gliedert sich wie folgt:
| Abschnitt                                    | Streifen | Trennstreifen | Bemerkung       |
| -------------------------------------------- | -------- | ------------- | --------------- |
| Grenzübergang Wyler – Goch-West              | 2        | nein          |                 |
| Goch-Ost – Krefeld                           | 2        | nein          |                 |
| Stadtgebiet Krefeld                          | 4        | ja            | städtisch       |
| Krefeld – Osterath                           | 2        | nein          |                 |
| Neuss-Norf – Köln-Nippes                     | 2        | nein          |                 |
| Köln-Nippes – Köln-Verteilerkreis            | 4        | ja            | städtisch       |
| Bonn-Zentrum – Bonn-Mehlem                   | 4        | ja            | städtisch       |
| Bonn-Mehlem – Remagen                        | 2        | nein          |                 |
| Remagen – Bad Breisig                        | 4        | ja            | autobahnähnlich |
| Bad Breisig – Brohl-Lützing                  | 2        | nein          |                 |
| Brohl-Lützing – Koblenz                      | 4        | ja            | autobahnähnlich |
| Stadtgebiet Koblenz                          | 4        | ja            | städtisch       |
| Koblenz – Bingen am Rhein                    | 2        | nein          |                 |
| Bingen am Rhein – Bingen-Mitte               | 4        | ja            | autobahnähnlich |
| Mainz-Laubenheim – Nackenheim                | 4        | ja            | autobahnähnlich |
| Nackenheim – Worms                           | 2        | nein          |                 |
| Worms – L 523 Worms                          | 4        | ja            | städtisch       |
| L 523 Worms – Wörther Kreuz                  | 4        | ja            | autobahnähnlich |
| Kandel-Süd – L 545 Scheibenhardt             | 2        | nein          |                 |
| L 545 Scheibenhardt – Grenzübergang Bienwald | 4        | ja            | autobahnähnlich |

## LKW-Maut
Zwischen Mainz und Worms wurde die Bundesstraße auf einer Länge von ca. 30 km seit dem 31. Mai 2005 für den Transit-Schwerlastverkehr gesperrt, um zu vermeiden, dass LKW-Fahrer zur Umgehung der LKW-Maut auf diese Straße ausweichen. Diese Sperrung ist bundesweit die erste dieser Art gewesen. Der Transitverkehr soll dadurch gezwungen werden, in diesem Bereich die Autobahnen 61 und 63 zu benutzen.
Seit 1. Januar 2007 ist durch die MautStrAusdehnV die 10,8 Kilometer lange zweistreifige Strecke von der Anschlussstelle Kandel-Süd bis zum Grenzübergang Bienwald mautpflichtig.
Seit 1. August 2012 sind zusätzlich durch das Bundesfernstraßenmautgesetz die Abschnitte Brohl bis Koblenz (22,8 Kilometer), Mainz-Laubenheim bis Nackenheim (6,5 Kilometer) und Ludwigshafen-Pfingstweide bis zur Autobahn 65 am Wörther Kreuz (66,2 Kilometer) für LKW mautpflichtig.
Somit fällt nunmehr die gesamte Strecke von Ludwigshafen bis zur Grenze unter die Mautpflicht.
Insgesamt sind 106,3 Kilometer mautpflichtig, das entspricht fast einem Viertel (23,6 %) der Gesamtlänge von 450 Kilometern.